# 山本隆二
山本 隆二（やまもと りゅうじ、1970年3月30日 - ）は神奈川県出身のミュージシャン、作曲家、編曲家、キーボーディスト。O型。愛称はもっさん。神奈川県立港北高等学校を経て法政大学卒業。
1990年代中ごろから米国南部系音楽を得意としたバンド、DIXIE TANTASの鍵盤奏者として活動。2003年の解散後は主に女性歌手への楽曲提供および音源制作に於ける編曲を行う。また多数のアーティストのライブサポートも行っている。

## 楽曲提供
- 杏沙子
- 安藤裕子
- 古内東子
- 湯川潮音
- ji ma ma

など

## 編曲
- 安野希世乃
- 杏沙子
- 安藤裕子
- 坂本真綾
- 笹川美和
- 柴田淳
- 秦基博

など